# Steve Hillage
Steve Hillage brit muzsikus, leginkább gitárosként ismert. A canterburyi szcéna nevű irányzathoz kötődik, és kísérletező műfajokban működött az 1960-as évek vége óta. Szóló alkotások mellett tagja volt a Gong és a System 7 együtteseknek.

## Történet

### Korai pályafutás
Hillage Stephen Simpson Hillage-ként született Chingfordban (London, Anglia), 1951. augusztus 2-án. Még iskolásként csatlakozott első együtteséhez, a blues rockot játszó Urielhez, melyben rajta kívül Dave Stewart, Mont Campbell és Clive Brooks játszott. Az együttes  1968-ban szétesett és a többi tag Egg néven új együttest alapított. Nem sokkal később újra egyesültek és különféle álnevek alatt felvették az Arzachel című albumot 1969-ben. Hillage maga is vendégszerepelt az Egg 1974-es,  The Civil Surface című albumán.
1969-ben Hillage megkezdte tanulmányait a Kent Universityn, Canterburyben, összeismerkedett a Caravan és a Spirogyra nevű helyi zenekarokkal és alkalmanként fellépett velük. Eközben számokat írt és – 1970 végére – összegyűjtött egy albumra elegendő anyagot. A Caravan összehozta őt az együttes menedzserével, Terry Kinggel, s az ő révén – és annak a bemutatkozó anyagnak a segítségével, amit az Egg közreműködésével vett fel – szerződést kötött a Deram kiadóval.  1971 elején  Hillage megalakította a  Khan nevű együttest a basszista és énekes  Nick Greenwooddal, aki korábban a  Crazy World Of Arthur Brownban játszott. Bár a Gong és a Hatfield and the North későbbi dobosa,  Pip Pyle játszott az első fellépéseken, a végleges felállás az orgonista Dick Henningham és a dobos Eric Peachey (ex-Dr K's Blues Band) bevonásával alakult ki (korábban mindketten részt vettek  Greenwood Cold Cuts című szóló projektjében, amelyet 1970-ben, Kaliforniában vettek fel, de csak megkésve, 1972-ben jelent meg).
1971-ben egy koncertsorozatba kezdtek (az előadások egy részén a Caravan támogatta őket), majd a Khan novemberben elkezdte bemutatkozó albumának felvételét. Ekkorra Henningham elhagyta őket, ami arra késztette  Hillage-t, hogy felkérje a korábbi munkatársát, Dave Stewartot a billentyűs hangszereken való játékra. Mikorra a  Space Shanty 1972 májusában megjelent, már a kanadai Val Stevens (korábban egy népszerű torontói soul-rock együttes, a Grant Smith & The Power tagja) töltötte be az üresedést. Így csinálták meg rövid, európai bemutatkozó turnéjukat (beleértve egy televíziós felvételt a  montreux-i fesztiválon), amit egy júniusi brit körút követett a  Caravan részvételével.
Ez idő tájt a Hillage és Greenwood közötti zenei összeférhetetlenség az utóbbi távozásához vezetett. Hillage elhatározta, hogy egy új felállást hoz össze, enyhén eltérő irányultsággal. Megtartotta Peacheyt és visszahozta Stewartot (az Eggből, amely akkoriban éppen felbomlott), és hozzájuk csapta Nigel Griggs (később Split Enz), basszistát. Hillage és Stewart új szerzeményeivel egészítették ki repertoárjukat, beleértve az  "I Love Its Holy Mystery"-t, amely Hillage későbbi eposzának, a  "Solar Musick Suite"-nek az alapját képezte. Sajnálatos módon sem a menedzser Terry King, sem a Decca nem mutatott komolyabb érdeklődést az új zene iránt, így Hillage – nem lévén más választása – 1972 októberében feloszlatta az együttest.
Hillage azonnal csatlakozott  Kevin Ayers új együtteséhez, a  Decadence-hez és részt vett Ayers 1973-as albumának, a Bananamournak a felvételein (Harvest, 1973 májusa) (a  "Shouting In A Bucket Blues"-on játszott szólója különösen emlékezetes), majd két hónapig turnézott vele az Egyesült Királyságban és Franciaországban. Hillage időközben a Gong rajongója lett, ezért a turné után Franciaországban maradt és csatlakozott az együtteshez. 1973 januárjában részt vett a "Radio Gnome" trilógia első darabjának, a Flying Teapotnak a felvételein, és hamarosan teljes jogú taggá vált. Ekkorra állt össze a Gong "klasszikus" felállása, Daevid Allen, Gilli Smyth, Didier Malherbe, Tim Blake, Mike Howlett és Pierre Moerlen részvételével. Így vettek fel két további albumot (Angels Egg és You), majd 1975-ben feloszlottak. Ugyancsak 1973-ban Hillage volt az egyik gitáros Mike Oldfield brit dalszerző Tubular Bells című művének premierjén.
Miután  Allen, az együttes alapítója és vezetője 1975 áprilisában kiszállt, Hillage vette át az irányítást, de ez a pozíció egyre kényelmetlenebbé vált számára, így az év végére felhagyott vele, hogy szólókarrierjét folytassa. Arra vágyott, hogy folytatódjanak a Fish Rising című szóló albumával elért sikerek. Ezt Gonggal töltött időszak alatt vette fel, az együttes tagjainak részvételével. Következő, L című albumát már az Egyesült Államokban vette fel a Todd Rundgren-féle Utopia zenészeinek közreműködésével. A lemez megjelenésekor egy koncertező társulatot alapított. Az 1976 végén lebonyolított turnét úgy a kritikusok, mind a közönség kedvezően fogadta. Az 1970-es évek hátralévő időszakában Hillage neve gitárosként, valamint progresszív rock és fúziós zeneszerzőként és előadóként vált ismertté a poszt-Hendrix / pre-punk szcénában. Az 1977-es Motivation Radio, a rajta lévő rövidebb számokkal, egyfajta eltávolodást jelzett a hosszú, instrumentális darabokkal fémjelzett korábbi törekvésektől, de az 1978-as Green, mely a  Pink Floydos Nick Mason közreműködésével jött létre, ismét visszatalálás volt korábbi excentrikus munkáihoz.
Ezek az 1970-es darabok, melyeket Miquette Giraudyval – aki hosszú ideig a barátnője volt – együttműködve készített, egyfajta elegyét képezik a  komplex stúdióbeli felvételi technikának, álomszerű himnuszokkal és egy új világ líd, elektronikus fúziójának, kóborló, progresszív futamokkal. Az "elektronikus cigányok"-ról szóló szövegek hallatán Hillage valamiféle hippi figurának tűnt, és az eladásai elkezdtek csökkenni a punk éra beköszöntével. Hillage maga lelkes volt a  punk rock energiája és szabadsága miatt, és 1979-es Open című albumának CD verziója tartalmazta az egyértelműen punkos 1988 Aktivator-t (mely eredetileg a Live Herald című élő albumának negyedik, stúdió oldalán jelent meg), míg az Open-en lévő egyéb számoknak (mint a  "Getting In Tune" és a "Don't Dither Do It"), van egy azonosítható – nem túl erős – punkos hatásuk.   Hillage sok időt töltött a londoni Ladbroke Grove környékén, mely a brit underground otthonának számított, és együtt dolgozott Nik Turnerrel, aki alapító tagja volt a Hawkwindnak (az egyik eredeti underground közösségi együttes-nek).

### Későbbi karrier
Az 1980-as évek folyamán Hillage producerként tevékenykedett olyan művészekkel,mint It Bites, Simple Minds, Cock Robin és Robyn Hitchcock. A következő évtizedben ugyancsak visszatért a produceri munkához, és dolgozott például a The Charlatans azonos című lemezén 1995-ben.
Látva a sikert, amit a The Orb aratott az ő  1979-es ambient  albumát, a Rainbow Dome Musick-ot játszva, Hillage az 1990-es évek elején újra összeállt Giraudyval, hogy megalakítsák saját ambient dance együttesüket a System 7-et. Hamarosan a londoni underground dance szcéna tagjaivá váltak. Az 1990-es években Hillage egy raï zenére alapozott showt  (1, 2, 3 Soleils) is összehozott, algériai énekesek (Faudel, Rachid Taha és Khaled közreműködésével).
Az 1990-es évek közepétől Hillage fontos szereplője volt Rachid Taha zenéjének, úgy gitárosként, mint producerként.
2006 novemberében meglepetésre visszatért a  Gong akolba, mikor Giraudyval fellépett a Gong Unconvention-ön, Amszterdamban,  "Steve Hillage Band"-ként (az 1970-es albumokról játszva – főleg a  Fish Risingről, mely lényegében  Hillage-é volt, a Gong többi tagját sajátjaként használva benne), System 7-ként, amely Hillage és Giraudy aktuális együttese volt, valamint a Gong tagjaiként. A Gong együttesben való részvétel azonban inkább egyszeri alkalomnak, mintsem folyamatos visszatérésnek tűnt. Az  Unconventionön Hillage szerepet vállalt a  "Glissando Orchestrá"-ban is, egy több, mint egyórás előadásban, melyben több gitáros (10 vagy több is, beleértve Hillage-et és a Gong vezetőjét Daevid Allent) különböző szinpadokon ugyanazt a hosszú, hullámzó számot játszotta.
2007 januárjában négy korábbi albumát – Fish Rising, L, Motivation Radio és Rainbow Dome Musick – kiadták az Egyesült Királyságban, CD-n, újrakeverve, és – az utolsó kivételével – korábban meg nem jelent bónusz számokkal ellátva.
2007 februárjában a  Green, a Live Herald, az Open és a For To Next/And Not Or következett, ugyancsak újrakeverve és bónusz tartalommal kiegészítve.
Az 1977-es Motivation Radio című albumáról származó "Light in the Sky" a Channel 4-en futó The Friday Night Project szignálja.

## Diszkográfia
- (1975) Fish Rising
- (1976) L
- (1977) Motivation Radio
- (1978) Green
- (1979) Live Herald
- (1979) Rainbow Dome Musick
- (1979) Open
- (1983) For To Next / And Not Or
- (1994) BBC Radio 1 Live
- (2003) Light in the Sky
- (2004) Live at Deeply Vale Festival 1978'

## Külső hivatkozások
- 2008-as Steve Hillage-interjú a Laptoprockersen Archiválva 2009. március 1-i dátummal a Wayback Machine-ben
- Steve Hillage az AllMusicon
- A Calyx website (1970-es) kronológiája Steve Hillage-ről
- Live in England 1979 DVD

## Fordítás
- Ez a szócikk részben vagy egészben  a   Steve Hillage című angol Wikipédia-szócikk ezen változatának fordításán alapul.  Az eredeti cikk szerkesztőit annak laptörténete sorolja fel. Ez a jelzés csupán a megfogalmazás eredetét és a szerzői jogokat jelzi, nem szolgál a cikkben szereplő információk forrásmegjelöléseként.